# أبو ثابت الأول
أبو ثابت الأول أو أبو ثابت بن أبي زيد عبد الرحمن (توفي في 1352م) كان أمير زياني ثم سلطان للدولة الزيانية لبضعة أشهر بعد ممات أخيه أبو سعيد عثمان الثاني.

## نسبه
هو أبو ثابت بن أبي زيد عبد الرحمن بن أبي زكريا يحي بن يغمراسن بن زيان بن ثابت بن محمد بن زقراز بن تيدوغيس بن طاع الله بن علي بن عبد القاسم بن عبد الواد، من عائلة بني زيان التي يرجع نسبها إلى بني عبد الواد، وهي قبيلة من قبائل زناتة